# Райедт, Кваси Окайер
Кваси Окайер Райедт (англ. Kwasi Okyere Wriedt; родился 10 июля 1994 года, Гамбург, Германия) — ганский футболист, нападающий турецкого футбольного клуба «Маниса».

## Клубная карьера
Кваси Окайер Райедт является воспитанником «Хамм 02», «Конкордия» и «Санкт-Паули». За «Санкт-Паули II» дебютировал в позже аннулированном матче против «Обернойланд». Свой первый гол забил в ворота дубля «Айнтрахта Брауншвейга». В матче против «Виктория Гамбург» оформил дубль. 23 июня 2014 года, а затем 10 января 2015 года получил разрыв связки колена и травму лодыжки. Всего за «Санкт-Паули II» сыграл 58 матчей, где забил 14 мячей.
1 июля 2015 года перешёл в «Ганзу». Дебютировал в кубке Нижней Саксонии против «Хеслингера», где оформил дубль. По итогам сезона стал лучшим бомбардиром региональной лиги «Север» вместе с Дино Медедович, забив по 23 мяча. Всего за «Ганзу» сыграл 35 матчей, где забил 25 голов и отдал 8 голевых передач.
1 июля 2016 года перешёл в «Оснабрюк». Дебютировал в матче против «Пройссен Мюнстера». В матче против «Рот-Вайсс Эссена» забил свой первый гол и отдал голевой пас. В матче против «Пройссен Мюнстера» оформил дубль и отдал голевой пас. Из-за перебора жёлтых карточек пропустил матч с «Зонненхоф Гроссаспах». По итогам сезона вместе с командой выиграл кубок Нижней Саксонии. Всего за «Оснабрюк» сыграл 43 матча, где забил 14 мячей и отдал 10 голевых передач.
4 августа 2017 года перешёл в «Баварию» за 400 тысяч евро. За «Бавария II» дебютировал в матче против «Швайнфурта», где забил гол. В матче против «Айхштетта» оформил дубль. За «Баварию» дебютировал в матче против «РБ Лейпциг» в кубке Германии. По итогам сезона 2018/19 стал лучшим бомбардиром региональной лиги «Бавария». В матче против «Пройссен Мюнстера» оформил хет-трик. В матче против «Кемницера» получил красную карточку. По итогам сезона 2019/20 стал лучшим бомбардиром Третьей лиги. Всего за клуб сыграл 101 матч, где забил 71 мяч и отдал 22 голевых передачи.
1 июля 2020 года перешёл в «Виллем II». 26 августа сломал плюсневую кость и пропустил начало сезона, из-за чего дебютировал за клуб только в матче против «Фортуна Ситтард». Свой первый гол забил в ворота «Спарты Роттердам». Всего за «Виллем II» сыграл 44 матча, где забил 12 мячей и отдал 4 голевых передачи.
20 января 2022 года перешёл в «Хольштайн». За клуб дебютировал в матче против «Яна». Свой первый гол забил в ворота «Эрцгебирге». 11 июля 2022 повредил спину и выбыл на 19 дней. В матче против «Карлсруэ» оформил дубль.

## Карьера в сборной
В 2015 году сыграл 1 матч за сборную Ганы до 20 лет. За основную сборную дебютировал против Японии. Попал в предварительный состав сборной на чемпионат мира.

## Достижения

### Командные
- Обладатель кубка Нижней Саксонии: 2016/17
- Финалист кубка Германии: 2017/18
- Чемпион Германии: 2017/18, 2019/20

### Личные
- Лучший бомбардир региональной лиги «Север» (23 мяча): 2015/16 (вместе с Дино Медедович)
- Лучший бомбардир региональной лиги «Бавария» (24 мяча): 2018/19
- Лучший бомбардир Третьей лиги (24 мяча): 2019/20